# Róbert Isaszegi
Róbert Isaszegi (Sárospatak, 2 maggio 1965) è un ex pugile ungherese.

## Palmarès

### Olimpiadi
- 1 medaglia:
  - 1 bronzo (Seul 1988 nei pesi mosca leggeri)

### Europei dilettanti
- 2 medaglie:
  - 1 argento (Atene 1989 nei pesi mosca leggeri)
  - 1 bronzo (Budapest 1985 nei pesi mosca leggeri)